# Aphasganophora punica
Aphasganophora punica is een vliesvleugelig insect uit de familie bronswespen (Chalcididae). De wetenschappelijke naam is voor het eerst geldig gepubliceerd in 1942 door Masi.